# 藤原瑠美
藤原 瑠美（ふじわら　るみ、1947年6月7日 ）(本名　八鳥瑠美)は、医療福祉ジャーナリストである。日本とスウェーデンを行き来し、スウェーデンの介護、特にアンダーナースのケアに関する定点観察をエスロヴ市にて行っている。

## 人物
東京都出身。1947年6月7日団塊世代まっただ中の生まれ。本名は八鳥瑠美(はっとり るみ)で、旧姓藤原瑠美はペンネーム。清泉女子大学英文科卒業後、銀座の株式会社和光に勤務する。時計宝飾部課長、宣伝企画部副部長、婦人用品部部長、広尾店店長などの管理職を務める。1990年から11年間自宅にて認知症の母の在宅介護を副介護者がいない中、大田区福祉公社の協力会員の手を借りて続け看取った。この時の経験がスウェーデンでの介護に関心を持つ遠因になったという。夫の介護の経験をもとに、高齢者特に重度認知症になり嚥下性肺炎を起こした患者が入院すると安易に絶食の処置が行われることに疑問を抱き、スウェーデンでの処置の違いについても研究を開始している。認知症になっても地域で暮らせる場所を目指し、地域向け福祉勉強会は、2001年より断続的に行っている。

## 主な活動
2001~2015年　 市民のための福祉勉強会「ホスピタリティ☆プラネット」主宰
2004~2012年　 スウェーデン、エスロヴ市の高齢者ケアの現場を定点観測し著作活動
2010~2015年　 国際医療福祉大学大学院大熊由紀子に師事、医療福祉ジャーナリズム学の博士号を取得2016~2019年 　レビー小体型認知症の夫の在宅介護を続けて看取る。
2017~現在　　　地域活動『ニルスヘンメット』共同代表として、福祉勉強会を継続　

## 研究内容
藤原はエスロブ市で定点観察を行う中で、認知症になっても多くの人が独り暮らしが出来ている事実に気づき背景を分析する中で、undersköterska(以下アンダーナース)という医療的知識を身に付けた介護スタッフがカギを握っていることに気付く。そのスタッフ教育のオムソーリ(omsorg)という概念がケアの質を高めているのか、高齢者の潜在能力に働きかけ、自立性を引き出しているかを現場で確認し日本に伝える為に研究のテーマとした。
omsorgという概念(斉藤弥生2014/Szebehely 1996.22)は、
1.感情を持つ人間によって営まれる、入念な(noggrannhet)、心遣いのある(omtanke)実際の動きである。
2.関係者間の関係性が問われる概念である。
3.働き方とともに質が問われる概念である。
ケアの概念としてのオムソーリ(Omsorg)を考察する　短時間のホームヘルプで独居できるスウェーデンの認知症の人たち(国際医療福祉大学院　保健医療学専攻・国際福祉ジャーナリズム分野)で、博士号を取得。

## 著書
- 『ボケママからの贈り物働きながらの在宅介護5年半の記録』PHP研究所　1995年
- 『残り火のいのち　在宅介護11年の記録』集英社新書　2002年
- 『ニルスの国の高齢者ケア ～エーデル改革から15年目のスウェーデン』ドメス出版　2009年
- 『ニルスの国の認知症ケア　医療から暮らしに転換したスウェーデン』ドメス出版　2013年　医療ジャーナリスト協会賞優秀賞受賞作
- 『在宅医療カレッジ　地域共生社会を支える多職種の学び21講』佐々木淳編集　医学書院　2018年